# Annelies Cook
Annelies Cook (* 1. August 1984 in Saranac Lake, New York) ist eine ehemalige US-amerikanische Biathletin und Skilangläuferin.

## Leben und Karriere
Annelies Cook studierte an der University of Utah und startete für das dortige University Of Utah SKI Team. Seit ihrer Kindheit läuft sie Ski. Ihre Trainer sind Eli Brown und Patrick Coffey. 
Ihre ersten internationalen Biathlon-Rennen bestritt Cook 2002 im Rahmen der Junioren-Weltmeisterschaften in Ridnaun. Mit den Plätzen 16 im Einzel, 15 im Sprint, 19 in der Verfolgung und fünf mit der Staffel erreichte sie durchweg gute Ergebnisse. Weniger gut lief es im darauf folgenden Jahr in Kościelisko, als sie nur Ergebnisse zwischen 36 und 40 in den Einzelrennen erreichte und Siebte mit der Staffel wurde. Die Junioren-WM 2004 in Haute-Maurienne verlief durchwachsen. Im Einzel belegte sie Platz 15, in Sprint und Verfolgung platzierte sie sich jenseits des 40. Platzes. 2005 erreichte sie in Kontiolahti nochmals Ergebnisse zwischen 29 und 33. In Ridnaun bestritt Cook 2006 auch ihre einzigen Rennen im Rahmen des Biathlon-Europacups, wo sie mit Platz 13 im Einzel und 19 im Sprint gute Resultate erreichte. Größere Erfolge kann Cook auf nationaler und nordamerikanischer Ebene feiern. Bei den Biathlon-Nordamerikameisterschaften 2008 in Itasca gewann sie den Titel im Sprint und wurde zudem Zweite hinter Jekaterina Winogradowa im Massenstart. Die in Fort Kent ausgetragenen US-Meisterschaften 2009 bescherten Cook zunächst eine knapp verpasste Medaille, als sie Vierte im Sprint wurde. Anschließend gewann sie in der Verfolgung und im Massenstart die Bronzemedaillen.
Erfolgreich verlief für Cook auch die Saison 2009/10. Im Rahmen des Biathlon-NorAm-Cup 2009/10 gewann sie zwei Rennen und wurde dreimal Dritte. In der Gesamtwertung belegte sie den vierten Rang. Bei den Nordamerikanischen Meisterschaften 2010 in Fort Kent gewann Cook hinter Tracy Barnes-Coliander und Claude Godbout in der Verfolgung nach einem vierten Platz im Sprint sowie hinter Susan Dunklee und Barnes-Coliander im Massenstart die Bronzemedaillen. Es waren zugleich die US-amerikanischen Meisterschaften, für die die Ergebnisse der kanadischen Läuferinnen aus der Wertung gestrichen wurden. Hier wurde Cook Dritte in Sprint und Massenstart sowie Zweitplatzierte im Verfolgungsrennen. 2010 gab sie in Pokljuka ihr Debüt im Biathlon-Weltcup und wurde an der Seite von Sara Studebaker, Lowell Bailey und Leif Nordgren Elfte im Mixed-Staffelrennen. Im Sprint kam sie auf den 59. Platz. Die Bestleistung verbesserte Cook bei den Biathlon-Weltmeisterschaften 2011 in Chanty-Mansijsk um zwei Ränge auf den 57. Platz im Sprint. Zudem wurde sie im Verfolgungsrennen überrundet, 13, mit der Staffel und 67. des Sprintrennens. 2012 gewann Cook am Holmenkollen in Oslo als 33. eines Sprints erstmals Weltcuppunkte.
Nach der Saison 2015/16 beendete Annelies Cook ihre aktive Biathlonkarriere. Ihr letztes internationales Rennen bestritt sie am 9. März 2016 bei den Biathlon-Weltmeisterschaften 2016 am Holmenkollen.
Im Skilanglauf lief Cook 2003 ihr erstes Rennen, weitere folgten jedoch erst ab 2006. Vor allem in Rennen des NorAm-Cups, der US-Super-Tour und bei FIS-Rennen konnte sie sich immer wieder gut platzieren, ohne jedoch jemals ganz vordere Ränge zu belegen.
Nach ihrer Karriere als Leistungssportlerin begann Annelies Cook eine Ausbildung an der Krankenpflegeschule der Asklepios Stadtklinik in Bad Tölz, die sie im Jahr 2019 als Gesundheits- und Krankenpflegerin abschloss. Im folgenden Jahr wurde sie als eine der Jahrgangsbesten mit einer Gesamtnote von 1,33 mit dem Staatspreis ausgezeichnet. In ihrer Freizeit unterstützt sie die Nachwuchsarbeit des Skiverbandes Oberland als Trainerin im Bereich Biathlon.

## Statistiken

### Platzierungen im Biathlon-Weltcup
Die Tabelle zeigt alle Platzierungen (je nach Austragungsjahr einschließlich Olympische Spiele und Weltmeisterschaften).
- 1.–3. Platz: Anzahl der Podiumsplatzierungen
- Top 10: Anzahl der Platzierungen unter den ersten zehn (einschließlich Podium)
- Punkteränge: Anzahl der Platzierungen innerhalb der Punkteränge (einschließlich Podium und Top 10)
- Starts: Anzahl gelaufener Rennen in der jeweiligen Disziplin

| Platzierung         | Einzel | Sprint | Verfolgung | Massenstart | Staffel | Gesamt |
| ------------------- | ------ | ------ | ---------- | ----------- | ------- | ------ |
| 1. Platz            |        |        |            |             |         |        |
| 2. Platz            |        |        |            |             |         |        |
| 3. Platz            |        |        |            |             |         |        |
| Top 10              |        |        |            |             | 9       | 9      |
| Punkteränge         | 2      | 9      | 6          |             | 27      | 44     |
| Starts              | 14     | 43     | 15         |             | 27      | 99     |
| Stand: Karriereende |        |        |            |             |         |        |

### Weltmeisterschaften
Ergebnisse bei Biathlon-Weltmeisterschaften
| Weltmeisterschaft | Weltmeisterschaft | Einzel | Sprint | Verfolgung | Massenstart | Staffel | Mixedstaffel |
| Jahr              | Ort               | Einzel | Sprint | Verfolgung | Massenstart | Staffel | Mixedstaffel |
| ----------------- | ----------------- | ------ | ------ | ---------- | ----------- | ------- | ------------ |
| 2011              | Chanty-Mansijsk   | 66.    | 56.    | LAP        | –           | 13.     | –            |
| 2012              | Ruhpolding        | 66.    | 62.    | –          | –           | 11.     | –            |
| 2013              | Nové Město        | 38.    | 45.    | 51.        | –           | 11.     | 8.           |
| 2015              | Kontiolahti       | 47.    | 67.    | –          | –           | 11.     | –            |
| 2016              | Oslo              | 76.    | 63.    | –          | –           | 13.     | –            |

### Olympische Winterspiele
Ergebnisse bei Olympischen Winterspielen:
| Olympische Winterspiele | Olympische Winterspiele | Einzel | Sprint | Verfolgung | Massenstart | Staffel | Mixedstaffel |
| Jahr                    | Ort                     | Einzel | Sprint | Verfolgung | Massenstart | Staffel | Mixedstaffel |
| ----------------------- | ----------------------- | ------ | ------ | ---------- | ----------- | ------- | ------------ |
| 2014                    | Sotschi                 | –      | 53.    | 54.        | –           | 7.      | –            |